# Niels Prahl
Niels Prahl (1724 – 16. maj 1792) var en dansk forfatter.
Niels Prahl var født i Vester Marie på Bornholm, hvor hans fader, Jacob Prahl (død 1752 som præst i Svaneke), dengang var kapellan og gift med sognepræstens datter,
Margrethe født Marcher (død 1782). Han blev student 1742 fra Frederiksborg Skole, men fik aldrig embedseksamen. Allerede 1748 giftede han sig, men drog alligevel 1752 til Norge som huslærer og var fra 1754 atter i Sjælland i samme stilling.
Fra 1757 er han i København og søger at tjene brødet ved skriftlige arbejder af forskellig Art, dels som korrektør, dels som regnskabsfører, idet han samtidig oversætter en mangfoldighed af skrifter og desuden leverer forskellige originale arbejder i vers og prosa (Fastesange, Julesange, Gudelige Sange, indlæg i Dagens Spørgsmaal, forskellige periodiske blade m. m.). Han var nøje knyttet til agent Holcks adressekontor, og adskillige af de derfra udgivne skrifter er forfattede af ham, selv om hans navn ikke står på titelbladet, han var bl.a. en flittig medarbejder ved den af Holck oprettede Kiøbenhavns Aftenpost. Han udgav også selv flere forskellige tidsskrifter, således Den skiemtende Avis (15. marts 1751 – 25. september s.å.) og ugeskriftet Actricen i perioden 1758-1759.
Efter sin første hustrus død indgik han 1771 nyt ægteskab og måtte nu yderligere forcere sin litterære virksomhed. Den faldt sammen med trykkefrihedstiden, som blev indledt af Johann Friedrich Struensees ophævelse af censuren. Han skrev mange anonyme pamfletter, der til dels støttede Struensees reformer, og efter livlægens fald et forsvarsskrift Greve Johan Friderich Struensee, forrige Kongelige Danske Geheime-Cabinets Minister og Maitre des Requettes, hans Levnets-Beskrivelse og Skiebne udi de sidste Aaringer i Dannemark… samt en kort Efterretning om hans Fald, Arrest, Forhører og Beskyldninger, som hidindtil ere lagte for Dagen imod ham (1772). Han udgav også i denne periode (1772-73) ugeskriftet Kiøbenhavns Allehaande, som detaljeret og tvetydigt, med skiftevis sympati og antipati, rapporterede om Struensees fald, retssag og proces samt om de efterfølgende ændringer i administrationen. Bladet blev relanceret i januar 1774 som Kiøbenhavns nye Allehaande eller Real-Tidende – et Ugeblad, men eksisterede kun året ud.
7. del af Nicolai Jonges store jordbeskrivelse, omfattende de fremmede verdensdele, blev udarbejdet af Prahl; og kort før sin død begyndte han en oversættelse af J.G. Schummels Den lille Voltaire, en Levnedsbeskrivelse for vort fritænkeriske Aarhundrede, – et tysk skrift med apologetisk tendens. Oversættelsen fuldførtes af en anden og udkom derefter 1794 med et slags Æreminde over Prahl med indledning af bibliotekssekretær Frederik Ekkard, der slutter skildringen af Prahls "litterariske Fortjenester" med at sige: "Alting beregnet har denne flittige Mand i det mindste ladet trykke over 1800 Ark, eller hvert Aar henved 50 Ark, undertiden mere".

## Udvalgte værker
- Niels Prahl, Det menneskelige livs flugt eller Døde-dands : afbildet ved lærerige stykker, og samtaler imellem døden og personerne, Wormanium, 1967 (fotografisk reproduktion af udgaven fra 1762).